# 長野県上田養護学校
長野県上田養護学校（ながのけん うえだようごがっこう）は、長野県上田市岩下に所在する特別支援学校。知的障害のある児童・生徒を対象としている。

## 概要
小学部、中学部、高等部、なのはな学級（重度重複学級）、訪問教育部で構成される。
通学区域は上田市、東御市、長和町、青木村、坂城町およびその周辺地域。
通学支援としてスクールバスを運行している。
寄宿舎が併設されており、男子棟「たいよう棟」「あおぞら棟」、女子棟「そよかぜ棟」の3棟で構成されている。寄宿舎への入舎期間は原則として1年間とされている。

## 所在地
〒386-0153　長野県上田市岩下462-1